# Irrfan Khan
Sahabzade Irfan Ali Khan (7 tháng 1 năm 1967 – 29 tháng 4 năm 2020), thường được biết đến với tên gọi Flofan Khan hay đơn giản là Flofan, là một diễn viên Ấn Độ từng làm việc trong ngành công nghiệp điện ảnh Ấn Độ cũng như tại Anh và Hollywood. Trên các phương tiện truyền thông, anh được đánh giá là một trong những diễn viên xuất sắc nhất của điện ảnh Ấn Độ, Sự nghiệp của Khan kéo dài hơn 30 năm, đi kèm với nhiều giải thưởng, bao gồm Giải thưởng Điện ảnh Quốc gia, Giải thưởng Điện ảnh Châu Á và bốn Giải thưởng Filmfare. Năm 2011, anh được trao tặng Padma Shri, giải thưởng danh dự cao quý thứ tư của Ấn Độ.
Sau nhiều năm phấn đấu, Khan ghi dấu sự nghiệp diễn xuất lần đầu của mình với một vai nhỏ trong Salaam Bombay! (1988). Sau khi tham gia bộ phim The Warrior (2001) của Anh, anh đã có bước đột phá với vai chính trong các bộ phim truyền hình Haasil (2003) và Maqbool (2004). Anh tiếp tục nhận được nhiều lời khen ngợi từ các vai diễn trong The Namesake (2006), Life in a. . . metro (2007) và Paan Singh Tomar (2011). Nhờ đó, anh đã giành giải Diễn viên xuất sắc. Thành công hơn nữa là nhờ các vai chính trong The lunchbox (2013), Piku (2015) và Talvar (2015). Ngoài ra, Khan cũng tham gia vào một số vai phụ trong các bộ phim Hollywood The Amazing Spider-Man (2012), Life of Pi (2012), Thế giới khủng long (2015) và Hỏa ngục (2016). Những vai trò đáng chú ý khác của anh là trong Slumdog Millionaire (2008), New York (2009), Haider (2014), và Gunday (2014) cùng loạt phim truyền hình In Treatment (2010). Bộ phim phát hành tiếng Ấn có doanh thu cao nhất của anh đi kèm với bộ phim hài kịch Hindi Medium (2017), bàn đạp giúp Khan giành giải thưởng Filmfare dành cho Nam diễn viên xuất sắc nhất. Lần xuất hiện cuối cùng của anh trên màn ảnh là trong phần tiếp theo của Angrezi Medium (2020).
Tính đến năm 2017, các bộ phim có mặt anh đã thu được 3,6 tỉ đô la Mỹtại các phòng vé trên toàn thế giới. Năm 2018, Khan bị chẩn đoán có khối u thần kinh trong não. Anh qua đời ở tuổi 53 vào ngày 29 tháng 4 năm 2020 do nhiễm trùng đại tràng. Khan được Peter Bradshaw của The Guardian ngợi ca là "một ngôi sao nổi tiếng và lôi cuốn trong các bộ phim Ấn và Anh. Sự nghiệp chăm chỉ [của Khan] là cầu nối vô cùng quý giá giữa điện ảnh Nam Á và Hollywood".

## Thiếu thời
Khan được sinh ra ở Rajasthan trong một gia đình Hồi giáo của tổ tiên Pathan. Mẹ của Khan, bà Saeeda Begum Khan đến từ Jodhpur và cha anh, ông Yaseen Ali Khan, đến từ làng Khajuriya ở quận Tonk của Rajasthan. Họ cùng điều hành một doanh nghiệp sản xuất lốp xe. Khan trải qua thời thơ ấu ở Tonk và sau đó là Jaipur. Anh rất giỏi môn cricket và từng chơi ở Giải Cúp Nayudu dành cho những người mới nổi ở hạng dưới 23 tuổi, một giải đấu được coi là bước đệm cho môn cricket hạng nhất ở Ấn Độ. Tuy nhiên, anh không tham dự vì không đủ chi phí đi lại.
Anh tỏ ra thích thú với diễn xuất bởi ảnh hưởng của người chú ruột, một nghệ sĩ sân khấu ở Jodhpur. Ở Jaipur, Khan làm quen với nhiều nghệ sĩ sân khấu nổi tiếng. Anh cũng tham gia biểu diễn tại một số sân khấu trong thành phố. Khan hoàn thành bằng thạc sĩ tại Jaipur trước khi gia nhập Trường Sân khấu Quốc gia (NSD) tại New Delhi vào năm 1984 nơi anh bước chân vào con đường diễn xuất chuyên nghiệp.
Trong những ngày đầu vật lộn ở Mumbai, Khan nhận công việc sửa chữa máy điều hòa đồng thời đến thăm nhà của diễn viên anh ngưỡng mộ, Rajesh Khanna vào năm 1984. Về sau, trong một cuộc phỏng vấn, anh tiết lộ: "Loại cơn sốt mà Rajesh Khanna gây ra chắc chắn không bị trùng lặp bởi bất kỳ ai. Ông là ngôi sao lớn nhất và thực sự nhất mà Bollywood đã từng sản sinh ra. Tôi khẳng định rằng, trong cương vị một ngôi sao, bạn luôn có cảm giác bị thần tượng chiếm hữu; bạn choáng ngợp với sự háo hức đến nỗi mất liên lạc hoàn toàn với thực tế."